# Statut national étudiant-entrepreneur
Le statut national étudiant-entrepreneur permet, en France, aux étudiants et jeunes diplômés d’élaborer un projet entrepreneurial dans un Pépite (Pôle étudiant pour l'innovation, le transfert et l'entrepreneuriat).

## Histoire
En octobre 2013, la ministre de l’Éducation nationale, de l’enseignement supérieur et de la recherche a présenté le Statut National d'Étudiant-Entrepreneur (SNEE). Ce statut a été instauré le 15 septembre 2014 dans le cadre du plan d’action en faveur du développement de la culture entrepreneuriale et de formation à l’innovation.

## Conditions d'accès
Le Statut National d’Étudiant-Entrepreneur (SNEE) est ouvert aux étudiants en cours d'études et aux jeunes diplômés ayant un projet de création ou reprise d'activité à partir du moment où ils possèdent le baccalauréat ou l’équivalent en niveau. 
Remarque : Les alternants peuvent également obtenir le SNEE, cependant, certains avantages concédés par le statut ne sont pas compatibles avec l’activité salariée (ex : substitution du stage). Ces étudiants doivent informer leur employeur et leur tuteur pédagogique de cette démarche puisqu'ils possèdent un contrat de travail.

## Délivrance du SNEE
Le SNEE est délivré à un candidat en fonction de la réalité et de la qualité de son projet ainsi de ses qualités en tant que porteur de projet et non en fonction de ses diplômes détenus. 
C'est le comité d'engagement du Pépite qui instruit les demandes pour le ministère de l’enseignement supérieur et de la recherche. Celui-ci étant composé des représentants des établissements du Pépite, du responsable pédagogique du diplôme d'établissement d'étudiant-entrepreneur (D2E) et des partenaires du Pépite.
Remarque : Pour les étudiants en cours d'études, le comité d'engagement du Pépite juge si l'inscription au diplôme d'établissement d'étudiant-entrepreneur est indispensable ou non, au regard de l'envergure du projet et du profil du porteur.

## Spécificités du statut
Le statut d’étudiant-entrepreneur permet :
- De rendre visible et crédible le projet notamment auprès des banques, fournisseurs ou clients
- D’avoir un accompagnement régulier par des professionnels et des professeurs du Pépite
- D’accéder aux espaces de coworking Pépite
- D’agrandir son réseau professionnel
- De pouvoir aménager sa formation universitaire : les projets d’entreprise peuvent par exemple se substituer aux stages obligatoires
- De retrouver le statut d’étudiant pour ceux qui sont déjà diplômés

## Quelques chiffres
Sur les 923 dossiers déposés au cours de l'année 2014-2015, 645 ont été acceptés (soit 70 % de succès) et ont obtenu le statut d'étudiant-entrepreneur. 

Parmi ces 645 étudiants-entrepreneurs, on note :
| Profils | Formations | Seul ou à plusieurs                                     |
| --- | --- | ------------------------------------------------------- |
| - 20,5 % de filles - 79.5 % de garçons - 24 ans en moyenne - 64.4 % d'étudiants avec un projet de création d’entreprise - 23 % de jeunes diplômés - 12.6 % d'étudiants au statut auto-entrepreneur | - 20.5 % en gestion - 9.5 % en sciences de l’ingénieur - 7.9 % en économie - 6.3 % en informatique - 5.6 % en technologies / sciences - 4.7 % en lettres / langues / art - 3.9 % en droit - 3.7 % en communication - 3.2 % en biologie - 7.4 % autres | - 35.7 % se sont lancés seuls - 64.3 % se sont associés |

## Diplôme d'établissement d'étudiant-entrepreneur
Le D2E est un diplôme accordé aux étudiants-entrepreneurs souhaitant réaliser leur projet professionnel dans un cadre universitaire. Ce statut est entré en vigueur le 15 septembre 2014.
Le statut national d'étudiant-entrepreneur permet à un étudiant de s'inscrire au diplôme d'étudiant-entrepreneur. Ce diplôme, appelé également D2E, permet à l'étudiant-entrepreneur d'élaborer un projet entrepreneurial dans un cursus PéPite. Le D2E permet à l'étudiant-entrepreneur de concilier études et projet professionnel. 

### Historique
Le D2E a été créée afin d'aider et d'accompagner tous les étudiants ayant un projet entrepreneurial. De plus en plus d'étudiants veulent se lancer dans l'aventure de la création ou reprise d'entreprise, et il n'est pas toujours facile de combiner études et projet professionnel, faute de temps ou de moyens. Le D2E a donc été conçu pour répondre à ce besoin croissant. Ce diplôme est préparé dans les pôles étudiants pour l'innovation, le transfert et l'entrepreneuriat (PéPite), qui sont actuellement au nombre de 29. Les candidats au D2Edoivent justifier d'un statut d'étudiant.   
Le D2E est labellisé par le ministère[Lequel ?] et est inscrit au répertoire national des certifications professionnelles. Il peut être délivré par un ou même plusieurs établissements en fonction de la taille et de la spécificité du territoire où se situe le PéPite.

### Statut
Ce statut vise à permettre à l'étudiant de mener de front études et projet entrepreneurial.
Pour obtenir ce statut, le candidat en question doit justifier d'un projet entrepreneurial auprès du comité d'engagement du PéPite, seule structure habilitée à traiter les demandes. Ce comité est composé de représentants de l'établissement Pépite en question, du responsable pédagogique du D2E et de divers partenaires associés, il instruit les demandes pour le ministère de l'Enseignement supérieur et de la Recherche.  

### Conditions d'accès
L'inscription au D2E n'est pas une obligation. Elle est facultative pour un cursus initial. Cependant, toute personne ayant validé son diplôme - Master ou Licence par exemple - peut s'inscrire afin de bénéficier de nouveau du statut d'étudiant, ce dernier étant obligatoire pour accéder au D2E.  
Pour s'inscrire, l'étudiant ou futur-étudiant doit avoir au minima obtenu le Baccalauréat ou équivalent, être âgé de 28 ans maximum, et avoir un projet entrepreneurial concret. Il peut s'agir de création d'une Start Up, d'une reprise d'activité, etc. Il est nécessaire d'avoir le statut d'étudiant-entrepreneur pour valider l'inscription au D2E, sans quoi il n'est pas possible d'accéder au diplôme. Le coût de l'inscription ne peut excéder 500 € l'année et ne comprend pas les frais de sécurité sociale étudiante. Les étudiants boursiers peuvent être exonérés des frais d'inscriptions, en faisant préalablement les démarches nécessaires auprès du CROUS.  
L'inscription au D2E est également ouverte aux jeunes diplômés travaillant à mi-temps et aux demandeurs d'emploi indemnisés.

### Organisation et progression au niveau national
La durée du D2E se fait généralement sur une période scolaire, soit de septembre à juin et peut être renouvelée. L'étudiant-entrepreneur bénéficie d'un accompagnement avec des enseignants et des professionnels. Le statut national étudiant-entrepreneur a été accordé à 1 427 porteurs de projet en 2015-2016, contre 645 l'année précédente,.